# Weser (Schiff, 1931)
Die Weser war ein Fischereischutzschiff der deutschen Reichsmarine bzw. Kriegsmarine, das später als Räumbootbegleitschiff diente.

## Bau und Technische Daten
Das Schiff wurde 1929–1931 auf der Reichsmarinewerft Wilhelmshaven gebaut. Es war 48 m lang und 8,30 m breit und mit 483 BRT vermessen. Seine zwei Wumag-Dieselmotoren mit 1.600 PS ermöglichten eine Spitzengeschwindigkeit von 14 Knoten. Das Schiff war mit einer 8,8-cm-Schnelladekanone L/45 und einem Maschinengewehr bewaffnet.

## Fischereischutzdienst
Das Schiff wurde, ebenso wie sein Schwesterschiff Elbe, der Marinestation der Nordsee und dort dem „Fahrzeugverband der Nordsee“ in der Schiffsstammdivision der Nordsee zugewiesen und ab 1. Dezember 1931 im Fischereischutz in der Nordsee und im Nordatlantik eingesetzt. Hauptaufgabe war dabei die Betreuung der deutschen Seefischereifahrzeuge mit technischen, ärztlichen und seemännischen Hilfeleistungen. Vom 4. November 1938 bis zum 2. Mai 1939 erfolgte ein Werftaufenthalt, bei dem der Schiffsrumpf zur Verbesserung der Seefähigkeit auf 54,30 m verlängert wurde.

## Zweiter Weltkrieg
Nach Beginn des Zweiten Weltkriegs wurde das Schiff vom 4. September bis zum 8. Oktober 1939 zum Begleitschiff für Minenräumboote umgebaut. Dabei wurde es auch mit zwei Wasserbombengerüsten bewaffnet. Die Weser diente dann bis zum 15. Oktober 1940 als Tender der im September 1939 aus Finkenwerder Fischkuttern zusammengestellten 11. Räumbootsflottille in der Ostsee, in Dänemark, in den Niederlanden und in Belgien. Mit der Auflösung dieser Flottille am 15. Oktober 1940 und dem Umstieg ihrer Besatzungen auf große Minenräumboote (R 151 bis R 162) der am gleichen Tage in Holland neu aufgestellten 7. Räumbootsflottille kam auch die Weser zur 7. Flottille, bei der sie bis Kriegsende verblieb. Die Flottille ging im Dezember 1940 nach Trondheim in Norwegen, danach im Juni 1941, mit dem Beginn des deutschen Angriffs auf die Sowjetunion, nach Kirkenes an der sogenannten Eismeerfront, von wo aus die R-Boote Geleitaufgaben im Raum Hammerfest-Kirkenes-Petsamo durchführten. Am Tage der deutschen Kapitulation (8. Mai 1945) war das Schiff mit der 7. Räumbootsflottille in Tromsø, wo es in britische Hände fiel.

## Nachkriegsdienst
Nach Kriegsende diente das Schiff mit der gesamten 7. Räumflottille im Deutschen Minenräumdienst („German Minesweeping Administration“ (GMSA)) zunächst in Norwegen und dann in Dänemark. Nach der Auflösung der GMSA kam die Weser am 1. Januar 1948 zur Nachfolgeorganisation, dem Minenräumverband Cuxhaven (MRVC). Als der MRVC am 30. Juni 1951 aufgelöst wurde, wurde die Weser – zusammen mit drei Kriegsfischkuttern mit Minenräumausrüstung und dem Tanker Dievenow – an die neu gegründete Marinedienstgruppe (Royal Navy) (MDG RN) transferiert. Die MDG RN betrieb diese Schiffe allerdings nicht sehr lange. Schon 1953 wurde die Weser nach einer Zeit als Auflieger in die Niederlande verkauft und dann 1954 dort abgebrochen.